# Déclassée (commedia)
Declassee è una commedia teatrale di Zoë Akins, rappresentata per la prima volta all'Empire Theatre il 6 ottobre 1919, iniziando regolarmente le repliche fino al maggio 1920.
L'originale messinscena vide nel cast Ethel Barrymore nel ruolo di Lady Helen.

## Versioni cinematografiche
Nel 1925, la commedia venne portata sullo schermo in Déclassée, una versione diretta da Robert G. Vignola e interpretata da Lloyd Hughes e Corinne Griffith.
Nel 1929, ne venne fatto il remake sonoro, Donna senza amore con Billie Dove, film diretto da Alexander Korda.

## Trama
Luogo in cui si svolge la scena:
- Primo atto:  La casa di sir Hadon a Londra.
- Secondo atto – New York, in un albergo
- Terzo atto:  La casa di Rudolph Solomon a New York